# Murray Perahia
Murray Perahia (n. 19 aprilie 1947, New York City, New York, SUA) este un pianist concertist american, evreu sefard, stabilit în Marea Britanie. Înregistrările sale sunt caracterizate prin sunetul de calitate, tehnică și interpretare consistentă și o atenție deosebită la detaliile stilistice și dinamice. Este și un respectat dirijor de orchestră.

## Carieră

### Începuturile carierei
Perahia s-a născut în orașul New York în familia lui David și Flora Perahia, evrei sefarzi vorbitori de limba ladino care au emigrat din Salonic (Grecia) în SUA  în anii 1930.
A început să cânte la pian de la vârsta de patru ani dar s-a apucat serios de studiu doar la cincisprezece ani. La șaptesprezece ani a intrat la Mannes College, unde a studiat pianul, dirijatul și compoziția cu Mieczysław Horszowski, mentorul și profesorul său. Pe parcursul verii, a intrat și la Malboro, unde a studiat cu Rudolf Serkin și Pablo Casals printre alții.
A studiat la Colegiul de Muzică Mannes.
În 1972, a fost primul nord american care a câștigat premiul întâi la cea de a patra ediție a concursului Leeds Piano Competition. 
În anul 1973 a lucrat cu Benjamin Britten și Peter Pears la Aldeburgh Festival. A fost co-director artistic al Festivalului din 1981 până în 1989.
Perahia a avut o relație apropiată cu Vladimir Horowitz, în ultimii patru ani de viață ai acestuia, care a avut o influență definitorie asupra pianisticii sale.
Primul său mare proiect discografic a fost integrala concertelor pentru pian de Mozart, fiind pianist și dirijor în același timp. Înregistrarea a fost făcută cu English Chamber Orchestra. În anii '80 a înregistrat de asemenea și integrala concertelor pentru pian de Beethoven, cu Bernard Haitink și Royal Concertgebouw Orchestra.

### Accidentul și cariera de mai târziu
În 1990, Perahia a suferit o tăietură la degetul mare de la mâna dreaptă, care a devenit septică. A luat antibiotice pentru a se vindeca însă acestea i-au afectat sănătatea. În 1992, cariera lui a fost amenințată de o anomalie a osului de la mână cauzând o inflamare a acesteia și necesitând o serie de operații chirurgicale care l-au ținut departe de pian pentru mai mulți ani. Pe parcursul acelor ani, spunea el, și-a găsit consolarea în studiul muzicii lui Johann Sebastian Bach. După ce s-au rezolvat toate problemele, a înregistrat spre sfârșitul anilor nouăzeci o serie de discuri cu muzica lui Bach pentru pian, care au fost premiate, cea mai remarcabilă fiind o versiune a Variațiunilor Goldberg care reprezintă o cotitură în interpretarea acestora. Această înregistrare i-a adus renumele de specialist al vremii sale în interpretarea lui Bach.
De atunci a înregistrat studiile lui Chopin și ultimele sonate pentru pian de Franz Schubert. Actualmente lucrează la o nouă ediție Urtext a sonatelor pentru pian de Beethoven.
Pe lângă cariera solistică, activează cu regularitate ca interpret de muzică de cameră cu cvartetele Guarnieri și Budapest. Este de asemenea dirijor principal invitat al orchestrei Academy of St. Martin in the Fields, cu care a înregistrat și concertat.
În 8 martie 2004, Regina Elisabeta a II-a a Marii Britanii i-a conferit titlul de Knight Commander of the British Empire.
La începutul anului 2005, au reapărut problemele de la mână, a fost îndemnat să se retragă de pe scenă la sfatul medicilor săi. A anulat câteva concerte la sala Barbican din Londra precum și un turneu național prin zece orașe din Statele Unite, însă a revenit cu bine, susținând recitale în orașe din Germania în 2006 și la Barbican în aprilie 2007. În toamna lui 2007 a susținut cu succes turneul prin cele zece orașe americane și a susținut master class-e în Salt Lake City. În prima parte a anului 2008 sunt așteptate noi înregistrări cu lucrări de Bach și Beethoven.
Din cauza problemelor medicale la mână și la sfatul doctorilor lui, Perahia a anulat un turneu de concerte în Statele Unite cu orchestra Academiei St.Martin in the Fields (martie și aprilie 2008). 
Perahia locuiește la Londra cu soția sa , Ninette Shohet, originară dintr-o familie de evrei irakieni. Fiii săi se numesc Benjamin și Raphael.
El este membru al Royal College of Music din Londra și în anul 2007 a fost ales ca membru onorific al Jesus College din Cambridge.

## Premii și Distincții
- 2015 - Premiul Wolf
- 2000 - la  al VII-lea Festival Internațional Schumann - Medalia memorială Claudio Arrau a Societății „Robert Schumann”

Premiul Grammy pentru cea mai bună interpretare de muzică de cameră
- 1989 pentru interpretarea sonatei pentru două piane și percuție de Bartók - împreună cu Georg Solti, Evelyn Glennie și David Corkhill

Premiul Grammy pentru cea mai bună interpretare instrumentală solo pentru 
- - 2003 Studii de Chopin  Op. 10, Op. 25
  - 1999 Suite engleze de Bach no. 1, no. 3, no. 6

Premiul magazinului „Gramophone” pentru
- 1995 -înregistrarea baladelor de Chopin
- 1997 -înregistrarea unor lucrări de Händel și Domenico Scarlatti

## Discografie

### Anii 1980
- Schubert: Fantezia Wanderer; Schumann: Fantezia în Do Major (1986)
- Mozart, Beethoven: Cvintete pentru pian și suflători (1986)
- Mozart: Sonata (K. 448); Schubert: Sonata pentru pian la patru mâini (1986) — cu Radu Lupu
- Beethoven: Concertele pentru pian nr.3 și 4 (1986)
- Brahms: Cvartetul cu pian (1987)
- Beethoven: Sonatele pentru pian nr. 17, 18 și 26 (1987)
- Beethoven: Concertul pentru pian nr. 5 (Imperialul) (1987)
- A Portrait of Murray Perahia (1987)
- Mendelssohn: Concertele pentru pian nr. 1 și 2 (CD 1987, însă înregistrate în 1974 și în original pe LP) — cu Neville Marriner și Academy of St. Martin in the Fields
- Mozart: Concertele pentru pian nr. 11, 12 și 14 (1987)
- Mozart: Concertele pentru pian nr. 22 și 24 (1987)
- Chopin: Concertul pentru pian nr. 1, Barcarolle, etc. (1987)
- Beethoven: Concertele pentru pian nr. 1 și 2 (1987)
- Mozart: Concertele pentru pian nr. 9 și 21 (1987)
- Schumann: Studiile simfonice, studiile postume, Papillons; Chopin: Sonata pentru pian nr.2 și 3 (1988)
- Schumann: Davidsbündlertänze; Fantasiestücke (1988)
- Beethoven: Cele cinci concerte pentru pian (1988) — cu Bernard Haitink și Royal Concertgebouw Orchestra
- Schumann: Sonata pentru pian, (op. 22), Schubert: sonata pentru pian (D. 959) (1988)
- Bartók: Sonata pentru două piane și percuție; Brahms: Variațiunile pe o temă de Haydn (1988)
- Schumann, Grieg: Concertele pentru pian (1989)

### Anii 1990
- Chopin: Concertele pentru pian nr. 1 și 2 (1990)
- Murray Perahia in Performance (1991)
- Murray Perahia Plays Franck and Liszt (1991)
- Brahms: Sonata nr. 3, Rhapsodiile, etc. (1991)
- Mozart: Concertele pentru 2 și 3 piane, Andante și variațiuni pentru pian la patru mâini (1991) cu Radu Lupu
- Mozart: Concertele pentru pian nr. 21 și 27 (1991)
- The Aldeburgh Recital (1991)
- Mozart: Sonatele pentru pian (K. 310, 333, și 533) (1992)
- Bach: Concertele pentru clavecin (1993)
- Immortal Beloved Original Motion Picture Soundtrack (1994)
- Greatest Hits: Grieg (1994)
- Chopin: Ballade, Valsuri, Mazurci, etc. (1995)
- Beethoven: Sonatele pentru pian (op. 2, nr. 1–3) (1995)
- Murray Perahia: 25th Anniversary Edition (1997)
- Schumann: Kreisleriana, Sonata pentru pian nr. 1 (1997)
- Schumann: Integrala pentru pian și orchestră (1997) — cu Claudio Abbado și Berlin Philharmonic Orchestra
- Murray Perahia Plays Handel and Scarlatti (1997)
- Bach: Suitele engleze nr. 1, 3 și 6 (1998)
- Cântece fără cuvinte: Bach/Busoni, Mendelssohn și Schubert–Liszt (1999)
- Mozart: Concertele pentru pian nr. 20 și 27 (1999)
- Glenn Gould at the Movies (1999)
- Bach: Suitele engleze nr. 2, 4 și 5 (1999)

### Din 2000
- Bach: Goldberg Variations (2000)
- Chopin: Studii (2001)
- Bach: Concertele pentru pian volumul 1, nr. 1, 2 și 4 (2001)
- Bach: Concertele pentru pian nr. 3, 5, 6, 7 (2002)
- Schubert: Ultimele sonate pentru pian (2003)
- Murray Perahia Plays Bach (2003)
- Beethoven: Cvartetul de coarde, Op. 127; Sonata pentru pian, Op. 101 (2004) (Cvartetul de coarde, op. 127 e transcris pentru orchestră mare de coarde și dirijat de Murray Perahia)
- Bach: Partitele nr. 2, 3, 4 (2008)

### Video
- Murray Perahia in Performance (1992)
- Mozart: Concertele pentru pian nr. 21 & 27 în repetiție și concert (1992)
- Schubert: Winterreise (cu Dietrich Fischer-Dieskau)
- Beethoven: Concertele pentru pian nr. 1 & 3 (1988)
- Beethoven: Concertele pentru pian nr. 2 & 4 (1988)
- Beethoven: Concertul pentru pian nr. 5 (1988)